# Сан-Паоло-Альбанезе
Сан-Паоло-Альбанезе (італ. San Paolo Albanese) — муніципалітет в Італії, у регіоні Базиліката, провінція Потенца.
Сан-Паоло-Альбанезе розташований на відстані близько 390 км на південний схід від Рима, 85 км на південний схід від Потенци.
Населення — 292 особи (2014).

## Демографія
Населення за роками:

Станом на 1 січня 2023 року в муніципалітеті офіційно проживало 8 іноземців з 5 країн, серед них 3 громадяни країн Євросоюзу.

## Сусідні муніципалітети
- Алессандрія-дель-Карретто
- Черсозімо
- Ноеполі
- Сан-Костантіно-Альбанезе
- Терранова-ді-Полліно